# Kluczewsko
Kluczewsko est un village de la voïvodie de Sainte-Croix et du powiat de Włoszczowa. Il est le siège de la gmina de Kluczewsko et comptait 806 habitants en 2006.